# Hirundichthys marginatus
Hirundichthys marginatus är en fiskart som först beskrevs av Nichols och Breder 1928.  Hirundichthys marginatus ingår i släktet Hirundichthys och familjen Exocoetidae. IUCN kategoriserar arten globalt som livskraftig. Inga underarter finns listade i Catalogue of Life.